# María Stagnero de Munar
María Stagnero de Munar, née en 1856 à Montevideo, morte le 30 août 1922 dans la même ville, est une pédagogue, enseignante et féministe uruguayenne. 
Elle est pionnière dans la réforme du système scolaire uruguayen dans les années 1880, et crée la première École normale de formation de femmes enseignantes dans le pays, L'Instituto Normal de Señoritas. Comme féministe, elle est la fondatrice du Conseil national des femmes d'Uruguay.

## Biographie
María Stagnero naît à Montevideo en 1856. Elle grandit dans une famille de condition modeste. Elle ne peut commencer de véritables études scolaires qu’à 12 ans. Mais sa rapidité lui permet de rattraper son retard, et elle est diplômée quatre ans après. Elle devient en 1872 l'assistante d'une enseignante. En 1874, elle réussit les examens lui donnant les qualifications pour être pleinement institutrice.
Elle suit des cours du soir complémentaires, puis elle est nommée en 1878 pour donner un cours de grammaire et de composition à la Sociedad de Amigos de la Educación Popular, en suivant les traces du pédagogue José Pedro Varela qui vient de mourir. Elle est la seule femme à enseigner dans cette institution.
María Stagnero fonde en 1882 puis dirige ce qui s'appelle à l'origine l'Internado Normal de Señoritas, une école de formation d'enseignantes pour femmes. Cette école forme d'abord quinze étudiantes de diverses provinces uruguayennes, toutes pensionnaires. En 1898, après la levée des conditions d'internat, l'organisme est rebaptisé Instituto Normal de Señoritas. Elle en reste la directrice jusqu'à son départ en 1912 ; cette année-là, il reçoit le nom d'Instituto Normal María Stagnero de Munar, en son honneur. Lors de sa retraite, elle reçoit le titre de Benemerita et est nommée directrice honoraire de l'Institut normal des filles.
En 1916, avec plusieurs de ses anciennes élèves, elle fonde le Conseil national des femmes d'Uruguay,.

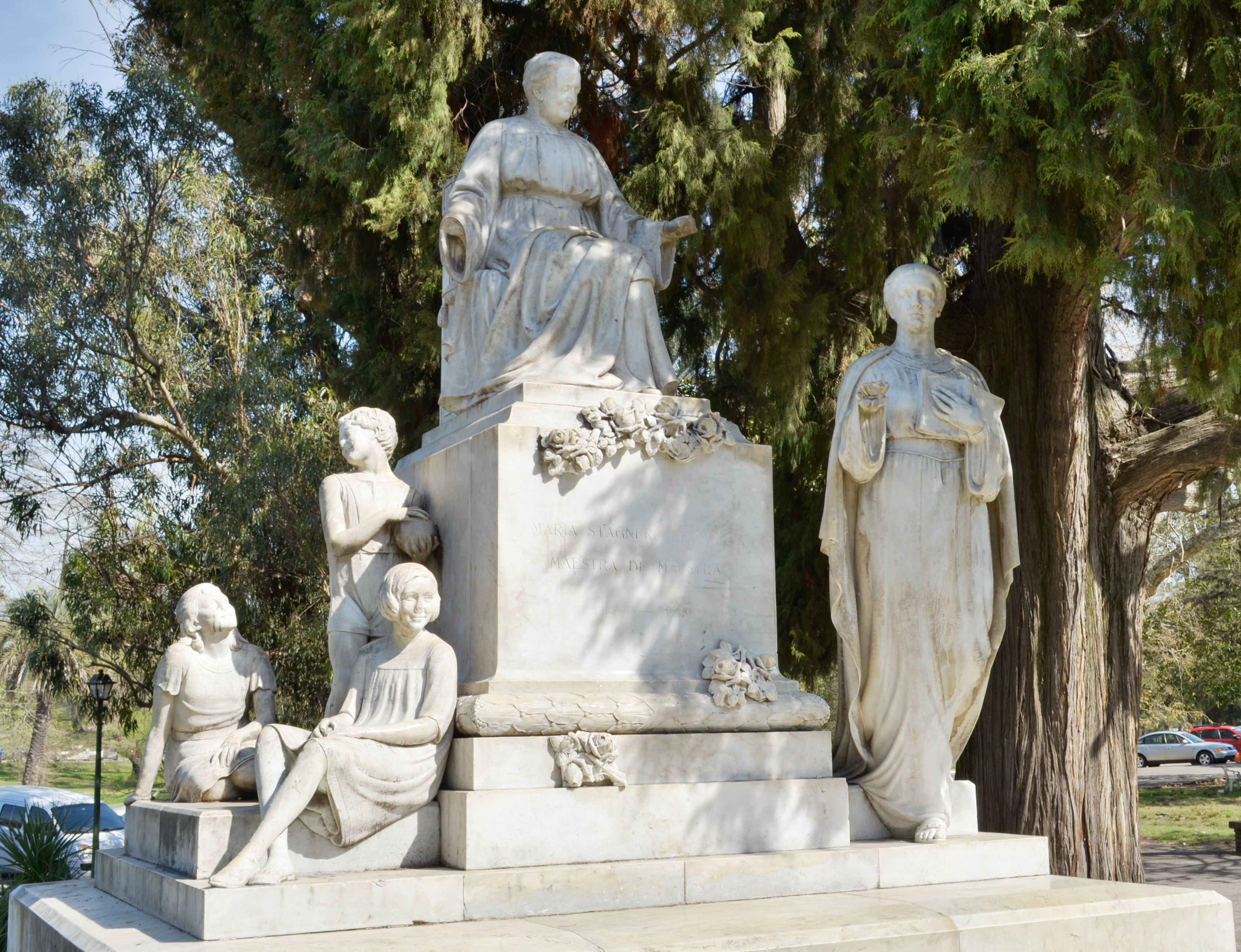
Monument à la mémoire de María Stagnero de Munar.

María Stagnero meurt à Montevideo le 30 août 1922. Un monument à sa mémoire est sculpté par Juan D'Aniello, et inauguré à Montevideo le 14 mars 1929.